# Sting (wrestler)
Pentru muzicianul cu același nume, vedeți Sting (muzician). | Sting                                          |                                                           |
| Sting vs. Kevin Nash (nWo) in WCW              |                                                           |
| Date personale                                 |                                                           |
| Nume la naștere                                | Steve Borden și Steven James Borden                       |
| Născut                                         | 20 martie 1959 (66 de ani) Omaha, Nebraska, Statele Unite |
| Căsătorit cu                                   | Sue Borden (c. 1986; div. 2010) Sabine Glenn (c. 2015)    |
| Copii                                          | 3                                                         |
| Cetățenie                                      | Statele Unite ale Americii                                |
| Ocupație                                       | wrestler profesionist[*]                                  |
| Limbi vorbite                                  | limba engleză                                             |
| Activitate                                     |                                                           |
| Nume în ring                                   | Blade Runner Flash Blade Runner Sting Steve Borden Sting  |
| Înălțime oficială                              | 6 ft 2 in (1.88 m)                                        |
| Greutate oficială                              | 250 lb (110 kg)                                           |
| Antrenat de                                    | Red Bastien Rick Bassman                                  |
| Debut                                          | 1 noiembrie 198                                           |
| Retras la                                      | 2 aprilie 2016                                            |
| Prezență online                                |                                                           |
| pagină Facebook cont X Internet Movie Database |                                                           |
| Modifică date / text                           |                                                           |
Steve Borden n. 20 martie 1959, Omaha, Nebraska, SUA, mai cunoscut sub numele de ring Sting, este o legenda a wrestlingului, actor si fost culturist american. Este considerat unul dintre cei mai mari wrestleri din toate timpurile, cariera sa sportiva intinzandu-se pe perioada a mai mult de trei decenii. 
Sting a devenit un star datorita timpului petrecut in World Championship Wrestling (WCW), promotie care in perioada 1995-1998 era prima si inaintea WWF in Statele Unite. Ulterior, din cauza unui conflict cu Vince McMahon, el a preferat sa nu lupte in WWF desi compania lui McMahon cumparase WCW-ul. Cariera lui Sting a continuat mai tarziu in TNA, unde acesta a ridicat promotia actuala redenumita Impact Wrestling. 
In 2014-2015 a semnat finalmente cu WWE, a luptat la WrestleMania 31 impotriva lui Triple H si a fost introdus in WWE Hall of Fame in 2016 dupa retragere. Pe 20 septembrie 2015, Sting a luptat pentru titlul mondial WWE al greilor impotriva campionului Seth Rollins, accidentandu-se serios si luand decizia de a se retrage cel putin pentru o perioada. Fanii wrestlingului mondial inca asteapta cel mai anticipat meci din istorie, Sting vs. Undertaker. 
Sting a detinut 25 titluri, inclusiv cele de campion mondial WCW al greilor de 6 ori si de campion mondial TNA al greilor de alte 4 ori. A fost campion mondial pe echipe de exemplu de 3 ori in WCW (alaturi de Lex Luger, The Giant si Kevin Nash) si 1 data in TNA (alaturi de Kurt Angle). A fost introdus si in TNA Hall of Fame in 2012, promotie in care primit de doua ori premiul Meciul Anului (2007 vs. Kurt Angle si 2009 vs. A.J. Styles). In WCW, a fost numit  "The Franchise", cucerind un numar total de 15 titluri. 
A fost votat de Pro Wrestling Illustrated: cel mai popular wrestler al anului de 4 ori, impartind acest record cu John Cena (1991, 1992, 1994 si 1997), si wrestlerul anului in 1990. In 1992, era clasat pe pozitia 1 in top 500 PWI cei mai buni wrestleri din lume. Alaturi de Lex Luger, a produs meciul anului in 1991, impotriva The Steiner Brothers. Wrestling Observer Newsletter l-a ales "cel mai carismatic wrestler" in 1988 si 1992 si i-a decernat de asemeni premiul "Best Babyface" in 1992.  
Cand si-a început cariera Sting era un surfer, fiind mereu pictat in culori vesele. Iar de la momentul nWo in WCW, acesta a inceput sa se comporte ca un "justitiar" pentru ca promotia era dominata de fortele raului. De atunci, Sting este pictat in culori in stilul lui Brandon Lee din filmul Corbul. Incepand cu 1996, a inceput probabil cea mai cunoscuta feuda din istoria sportului, cu New World Order. Totul a culminat cu meciul legendar din sfarsitul anului 1997 de la cel mai mare pay-per-view WCW, Starrcade (similar WrestleMania), impotriva liderului nWo Hulk Hogan. Sting a continuat aceasta feuda si in anul urmator, dupa care in 1998-1999 a devenit membru nWo Wolfpac - o factiune nWo care era in opozitie cu nWo Hollywood (condusa tot de Hulk Hogan). 
Tot la nivel de WCW, a mai avut o feuda legendara, cea cu Vampiro. In martie 2001, la ultimul episod Nitro, Sting l-a invins pe rivalul de o viata Ric Flair. Ulterior, in TNA, Sting a avut o mare feuda cu "heel-ul" Jeff Jarrett, care conducea promotia alaturi de armata sa in stil autoritar. In 2008, a devenit lider The Main Event Mafia, si mai tarziu a avut o feuda interesanta cu Aces & Eights". Contractul lui Sting s-a finalizat pe 23 ianuarie 2014, dupa care a semnat cu WWE chiar in februarie.  
Sting a fost si membru The Four Horsemen in cariera sa, iar in TNA a interpretat genial rolul Jokerului. A fost introdus in Hall of Fame de catre: TNA, WWE, Wrestling Observer Newsletter si Professional Wrestling Hall of Fame. El este arhicunoscut pentru modul altruist in care a ridicat alti wrestleri la nivel mondial, precum Booker T, Vampiro, A.J. Styles, Samoa Joe, Abyss, Bobby Roode, Seth Rollins si altii. 

## Viata personala
Borden a fost anterior casatorit cu Sue Borden, cei doi casatorindu-se in 1986. Au impreuna doi fii, Garrett Lee și Steve, Jr., si o fiica pe nume Gracie care s-a nascut in 2000. Borden si Sue au divortat in 2010 dupa 24 de ani de casatorie. Borden s-a casatorit cu cea de-a doua sotie Sabine in 2015, la scurt timp dupa WrestleMania 31.
Borden a recunoscut ca a folosit steroizi anabolizanți in anii 1980. El a devenit crestin nascut din nou in august 1998, dupa ce si-a marturisit adulterul si abuzul de substante si alcool. Fiul sau mai mare Garrett joaca fotbal american la nivel de colegiu.  

## Manevre de final

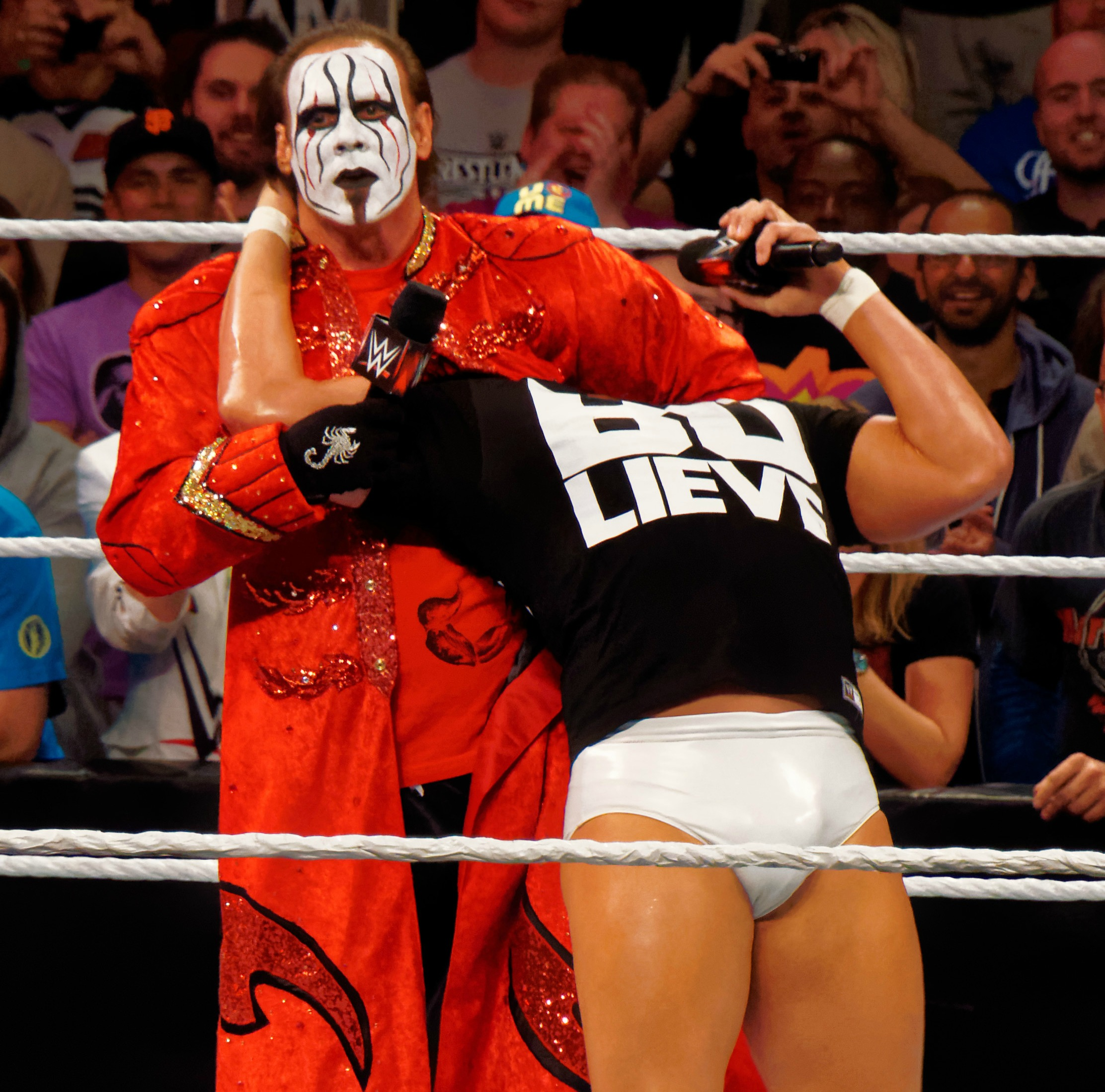
Sting utilizand Scorpion Death Drop in WWE Raw

- Scorpion death drop
- Scorpion deathlock

## Manevre semnatura

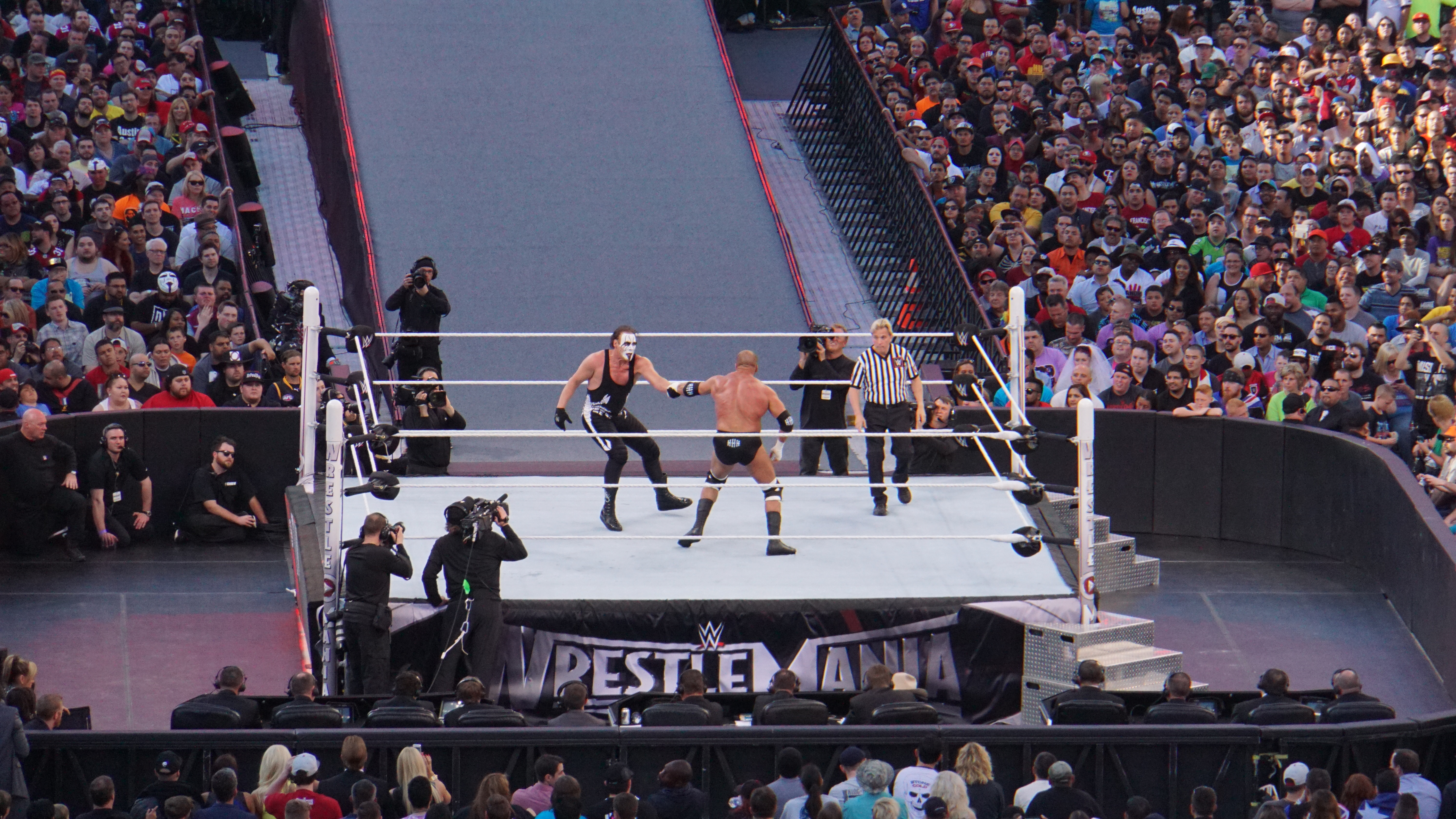
Sting vs. Triple H la WrestleMania 31

- Belly to back suplex
- Diving crossbody
- Diving DDT
- Diving knee drop
- Dropkick
- Flying clothesline
- Inverted atomic drop

- Tombstone piledriver
- Military press slam
- One-handed bulldog
- Sleeper hold
- Slingshot crossbody
- Spinebuster
- Splash
- Stinger splash
- Veryical suplex

## Melodii de intrare

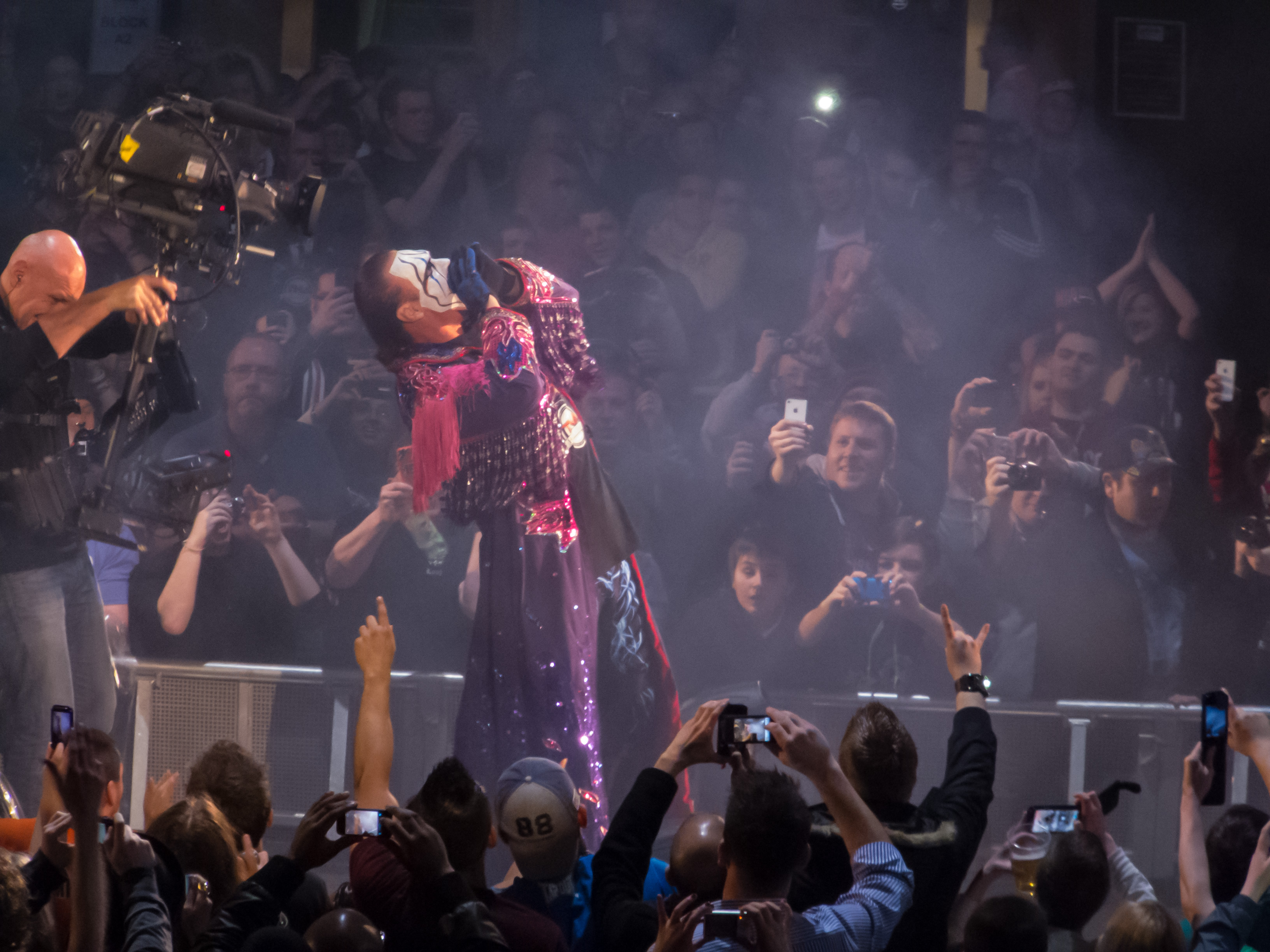
Sting in TNA pe Wembley (2013)

- Rattlesnake whip (NWA/WCW; 1987-1989)
- Turbo charged (NWA/WCW; 1989-1992)
- Man called Sting (WCW; 1993-1996)
- Sting theme (WCW 1997-1999, 2000)
- Wolfpac theme (WCW; 1998)
- Metallica - Seek & destroy, Live from Woodstock 1999 (WCW; 1999-2001)
- Dale Oliver - Stingellica (TNA; 2003)
- TobyMac - Yours (TNA; 2006)
- Slay me (TNA; 2006-2007)
- Slay me remix (TNA; 2007-prezent)
- Main Event Mafia (TNA; 2008-2009)
- Wolfpac theme

## Carți
- Sting: The Moment of Truth